# Andreas Goldberger

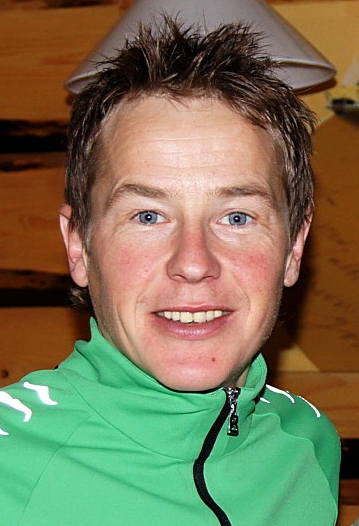
Andreas Goldberger

Andreas Goldberger (* 29. listopad 1972, Ried im Innkreis, Horní Rakousy) je bývalý rakouský skokan na lyžích. Patří mezi nejúspěšnější skokany 90. let.

## Život
Andreas Goldberger vyrůstal v hornorakouské obci Waldzell. Jeho rodiče Herta a Rudolf zde vlastnili selskou usedlost. Goldberger má dva sourozence, Johannu a Rudolfa. V současné době žije v St. Lorenz am Mondsee v Horním Rakousku.
Po 14 letech strávených ve Světovém poháru ukončil svou kariéru 29. května 2005. Jeho poslední aktivní vystoupení se uskutečnilo na Mistrovství světa v letech na lyžích v Kulmu 13. ledna 2006. Hubert Neuper uspořádal v tento den A Tribute to Andreas Goldberger. 

### Jednotlivá vítězství ve Světovém poháru
| Č.  | Datum             | Místo         | Země      | Disciplína     |
| --- | ----------------- | ------------- | --------- | -------------- |
| 1.  | 3. ledna 1993     | Innsbruck     | Rakousko  | Velký můstek   |
| 2.  | 6. ledna 1993     | Bischofshofen | Rakousko  | Velký můstek   |
| 3.  | 17. prosince 1993 | Courchevel    | Francie   | Velký můstek   |
| 4.  | 4. ledna 1994     | Innsbruck     | Rakousko  | Velký můstek   |
| 5.  | 11. prosince 1994 | Planica       | Slovinsko | Střední můstek |
| 6.  | 6. ledna 1995     | Bischofshofen | Rakousko  | Velký můstek   |
| 7.  | 8. ledna 1995     | Willingen     | Německo   | Velký můstek   |
| 8.  | 21. ledna 1995    | Sapporo       | Japonsko  | Střední můstek |
| 9.  | 28. ledna 1995    | Lahti         | Finsko    | Střední můstek |
| 10. | 8. února 1995     | Lillehammer   | Norsko    | Velký můstek   |
| 11. | 12. února 1995    | Oslo          | Norsko    | Velký můstek   |
| 12. | 18. února 1995    | Vikersund     | Norsko    | Mamutí můstek  |
| 13. | 19. února 1995    | Vikersund     | Norsko    | Mamutí můstek  |
| 14. | 25. února 1995    | Oberstdorf    | Německo   | Mamutí můstek  |
| 15. | 4. ledna 1996     | Innsbruck     | Rakousko  | Velký můstek   |
| 16. | 14. ledna 1996    | Engelberg     | Švýcarsko | Velký můstek   |
| 17. | 21. ledna 1996    | Sapporo       | Japonsko  | Velký můstek   |
| 18. | 28. ledna 1996    | Zakopane      | Polsko    | Velký můstek   |
| 19. | 11. února 1996    | Tauplitz      | Rakousko  | Mamutí můstek  |
| 20. | 9. března 1996    | Harrachov     | Česko     | Mamutí můstek  |

### Umístění ve Světovém poháru
| Sezóna  | Místo | Body |
| ------- | ----- | ---- |
| 1990/91 | 37    | 16   |
| 1991/92 | 8     | 123  |
| 1992/93 | 1     | 206  |
| 1993/94 | 3     | 927  |
| 1994/95 | 1     | 1571 |
| 1995/96 | 1     | 1416 |
| 1996/97 | 6     | 817  |
| 1997/98 | 17    | 327  |
| 1998/99 | 17    | 400  |
| 1999/00 | 5     | 1034 |
| 2000/01 | 14    | 373  |
| 2001/02 | 13    | 419  |
| 2002/03 | 12    | 556  |
| 2003/04 | 18    | 299  |
| 2004/05 | 36    | 94   |

### Ocenění
- 1993: Sportovec roku Rakouska
- 1994: Goldenes Verdienstzeichen der Republik Österreich[1]
- 1996: Sportovec roku Rakouska
- 1996: Ehrenbürger der Gemeinde Waldzell
- 2005: Österreichs Sportler des Jahres "Special Award"